# Marija Wynnyk
Marija Dmytriwna Wynnyk (ukr. Марія Дмитрівна Винник; ur. 27 listopada 2001) – ukraińska zapaśniczka walcząca w stylu wolnym. Zajęła dziesiąte miejsce na mistrzostwach świata w 2023 roku. 
Piąta na mistrzostwach Europy w 2021 i 2024. Piąta w Pucharze Świata w 2019. 
Trzecia na MŚ i ME juniorów w 2019. Trzecia na MŚ U-23 w 2021. Druga na ME U-23 w 2024; trzecia w 2021 i 2023 roku.
Siostra zapaśniczki Sołomii Wynnyk, wicemistrzyni Europy z 2020 roku.